# Chatka na Rogaczu
Chatka na Rogaczu (dawniej studenckie schronisko turystyczne „Rogacz”) – prywatne górskie schronisko turystyczne (dawnej chatka studencka) w Beskidzie Małym, u stóp Rogacza, na Polanie pod Rogaczem, na wysokości około 685 m n.p.m.

## Historia
Budynek jest dawną gajówką dóbr barona Adolfa von Klobusa. Samo schronisko powstało w latach 60. XX wieku dzięki staraniom Akademickiego Klubu Turystycznego „Gronie” w Katowicach. Jego oficjalne otwarcie nastąpiło 3 listopada 1968, a uczestniczył w nim m.in. rektor Uniwersytetu Śląskiego w Katowicach, profesor Kazimierz Popiołek. W 1971 obiekt kupiło Zrzeszenie Studentów Polskich. W 1973 schronisko uzyskało nowe ujęcie wody. W latach 1977–1982 opiekę nad nim sprawowało Studenckie Koło Przewodników Beskidzkich w Katowicach. W tym okresie nastąpiła jego rozbudowa. Było prowadzone przez Stowarzyszenie Miłośników SST „Na Rogaczu”.
W latach 80. oraz 1992-1994 w Chatce organizowane były Festiwale Piosenki Turystycznej i Studenckiej.

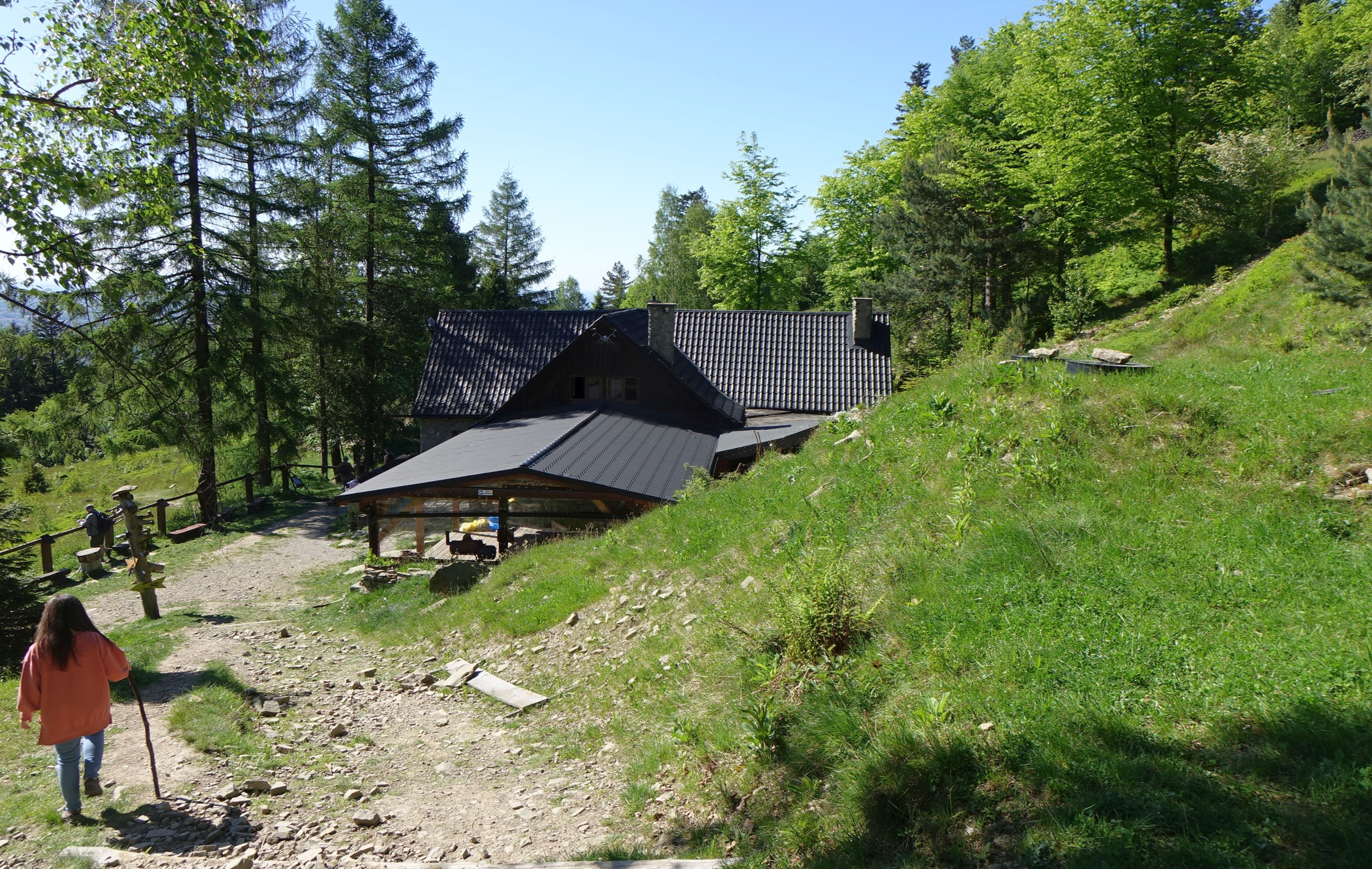
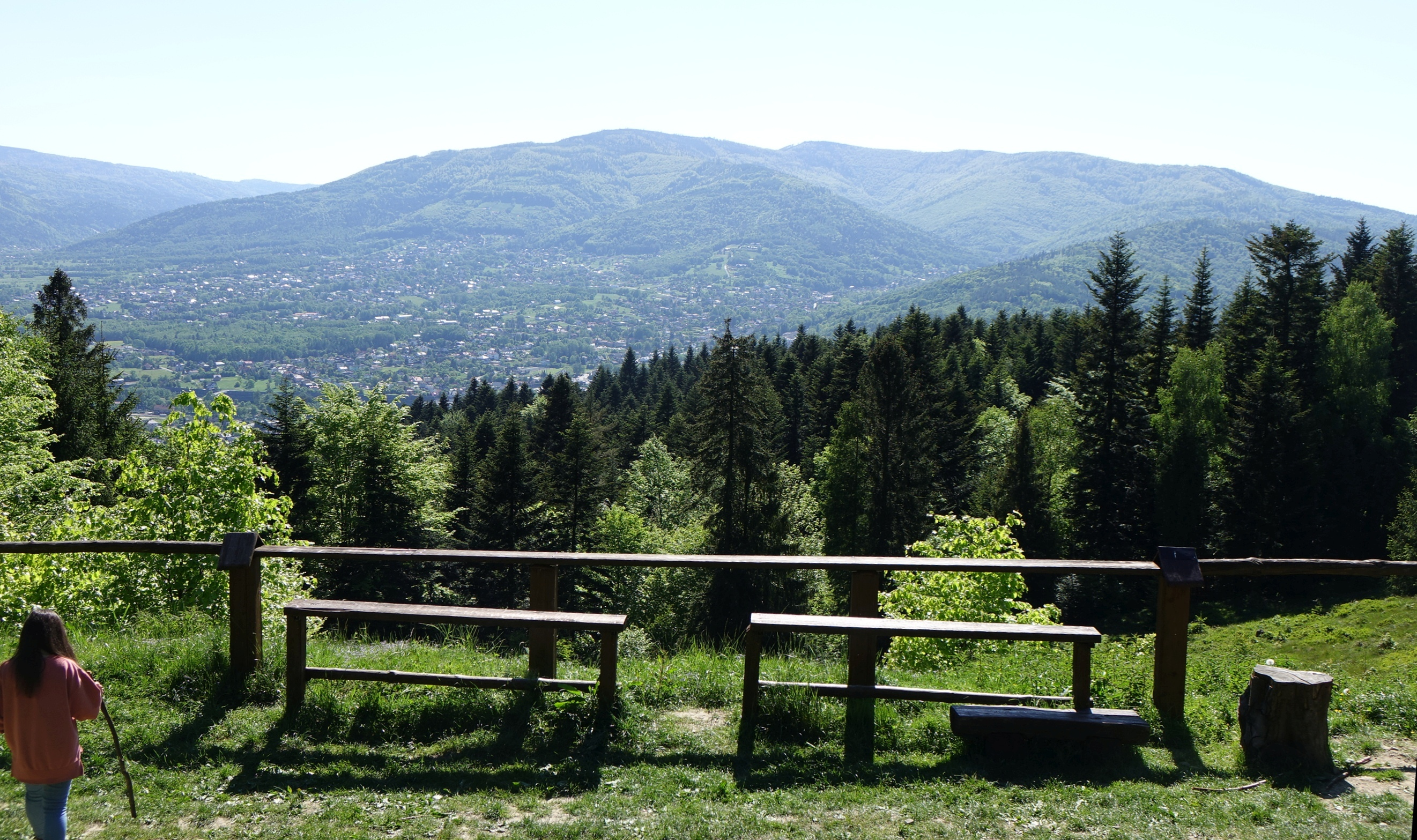
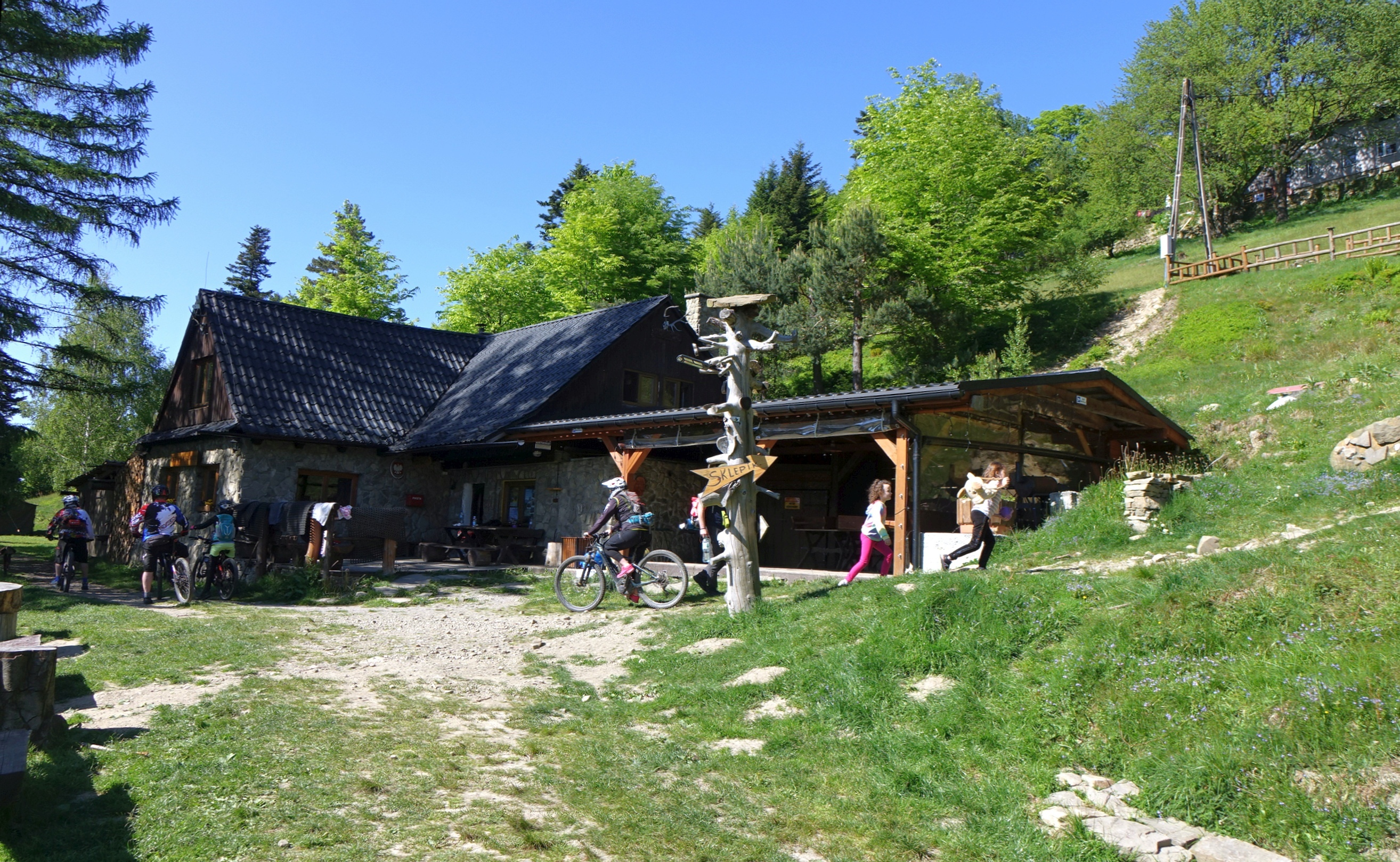
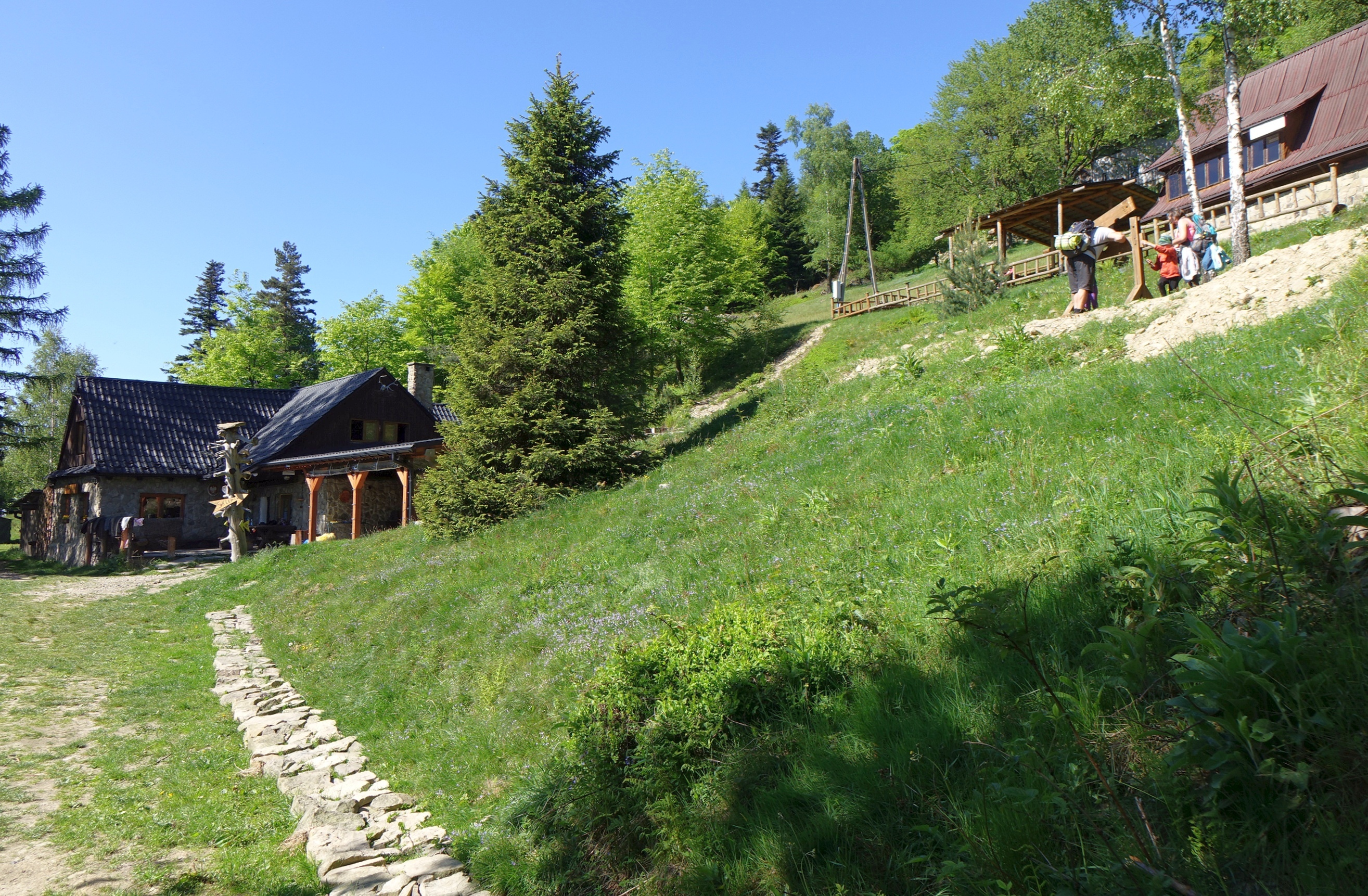
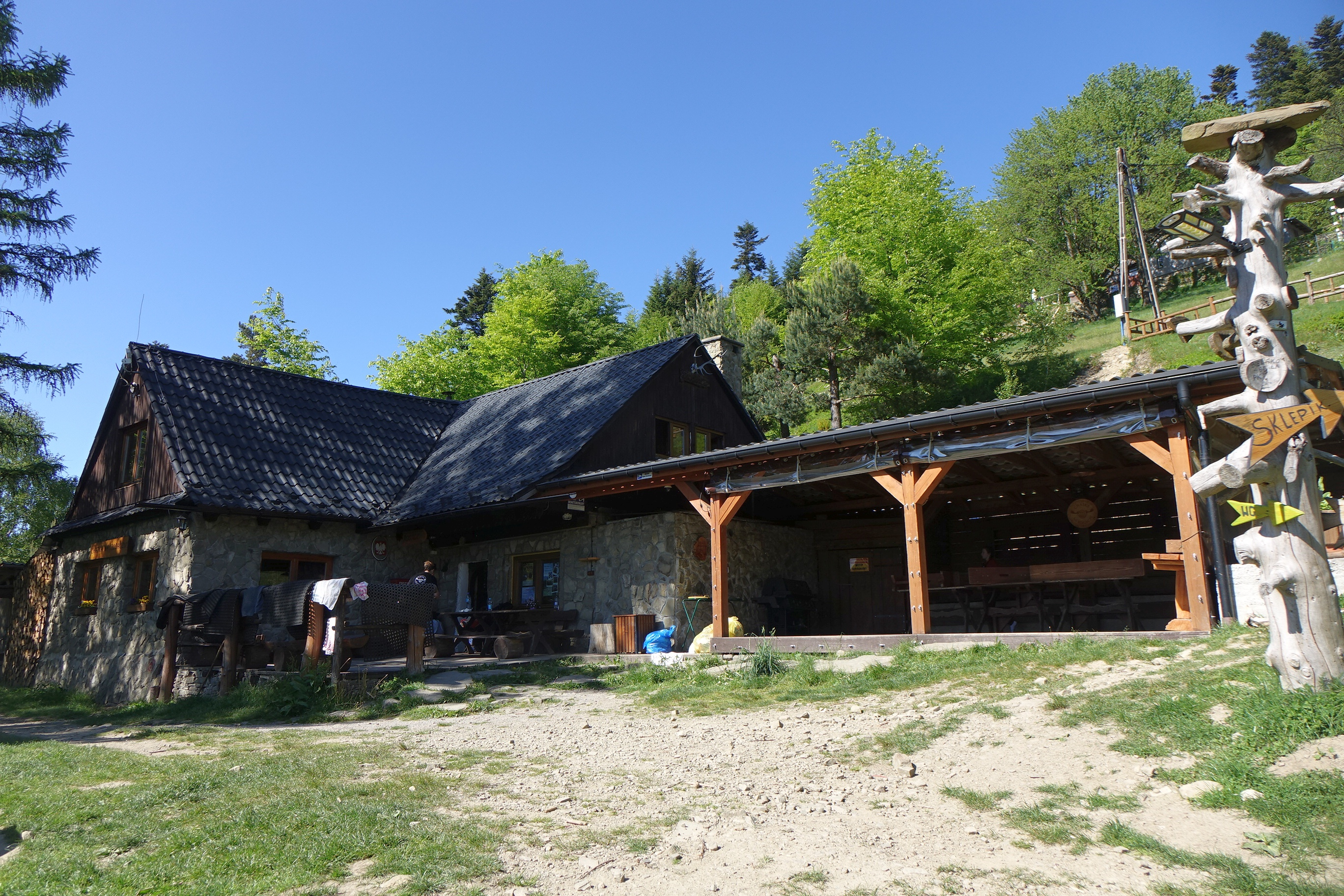

## Warunki pobytu
Chatka jest obiektem sezonowym, czynnym podczas wakacji oraz ferii, w weekendy (piątek-niedziela) oraz po uprzedniej rezerwacji. Oferuje następujące warunki bytowe:
- 35 miejsc noclegowych w pokojach wieloosobowych (dwa pokoje 4-osobowe, jeden 10-osobowy i jeden 17-osobowy)
- świetlica z kominkiem
- kuchnia
- sala z kominkiem
- grill i kominek pod zadaszeniem
- miejsce na ognisko
- boisko do siatkówki
- bezpłatny dostęp do sieci wi-fi

Wewnątrz budynku znajduje się łazienka. Schronisko posiada podłączenie do sieci elektrycznej, centralne ogrzewanie oraz ciepłą wodę w wyznaczonych godzinach. W pobliżu schroniska funkcjonuje niewielki bufet oraz sklep spożywczy.

## Szlaki turystyczne
Schronisko położone jest przy czerwonym szlaku turystycznym ze stacji kolejowej w Mikuszowicach (dojście ok. 0:45 h) na Magurkę Wilkowicką (0:45 h, z powrotem 0:30 h). Ze stacji Wilkowice-Bystra można dojść również żółtym „szlakiem chatkowym” (ok. 0:45 h). Spod schroniska rozciąga się panorama Beskidu Śląskiego z charakterystyczną sylwetką Skrzycznego.